# Megachytrium westonii
Megachytrium westonii är en svampart som beskrevs av Sparrow 1931. Megachytrium westonii ingår i släktet Megachytrium och familjen Cladochytriaceae.   Inga underarter finns listade i Catalogue of Life.